# Hildegard (Mondkrater)
Hildegard ist ein Einschlagkrater auf der Mondrückseite.
Der Krater liegt im Süden der erdabgewandten Seite des Mondes, nordwestlich des riesigen Kraters Planck. Weiter in nordwestlicher Richtung schließt sich der Krater Pikel'ner an.
Hildegard hat einen Nebenkrater:
| Buchstabe | Position            | Durchmesser | Link |
| --------- | ------------------- | ----------- | ---- |
| K         | 51,03° S, 125,49° O | 33 km       |      |

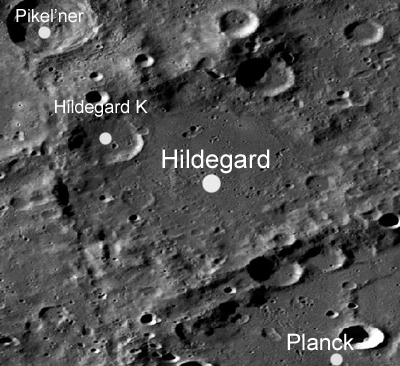
Hildegard mit seinem Nebenkrater und Umgebung

Der Krater wurde 2016 von der IAU offiziell nach der deutschen Benediktinerin, Dichterin, Komponistin und Heilkundigen Hildegard von Bingen benannt. In diesem Zuge wurde auch der Nebenkrater K, der zuvor Pikel'ner zugeordnet war, umbenannt. Er liegt vollständig im Nordosten des Hauptkraters.